# Alboscia elongata
Alboscia elongata là một loài chân đều trong họ Philosciidae. Loài này được Schultz miêu tả khoa học năm 1995.